# Bistum Jutiapa
Das Bistum San Francisco de Asís de Jutiapa (lat.: Dioecesis Jutiapensis) ist ein in Guatemala gelegenes römisch-katholisches Bistum mit Sitz in Jutiapa.

## Geschichte
Papst Franziskus errichtete das Bistum am 25. Januar 2016 aus Gebietsabtretungen des Bistums Jalapa. Es umfasst das aus 17 Municipios bestehende Departamento Jutiapa. Zum ersten Bischof wurde mit gleichem Datum Antonio Calderón Cruz ernannt.